# Heilig-Geist-Kirche (Bernkastel)
Die Heilig-Geist-Kirche in Bernkastel-Kues (Rheinland-Pfalz) ist ein römisch-katholisches Kirchengebäude der Heilig-Geist-Stiftung in der historischen Vorstadt von Bernkastel. Das heutige Gebäude wurde 1673 fertiggestellt und eingeweiht.

## Geschichte

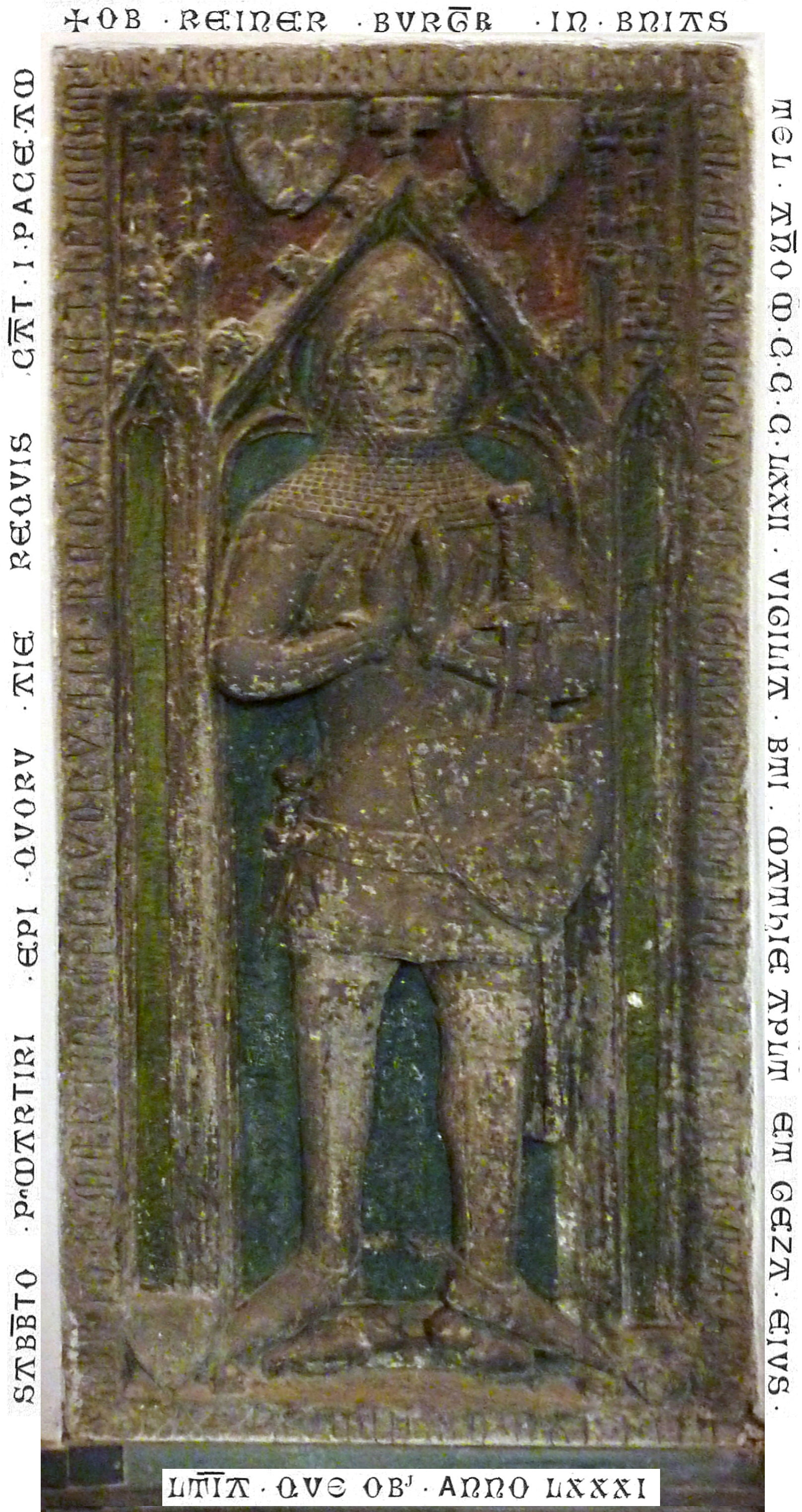
Ritter Reiner, Burggraf von Bernkastel († 23. Februar 1372), mutmaßlicher Stiftungsgründer und Erbauer der ersten Heilig-Geist-Kapelle in Bernkastel, Epitaph

Die Heilig-Geist-Stiftung ist die älteste karitative Einrichtung der Armen- und Altenpflege in Bernkastel. Sie wurde wahrscheinlich im 14. Jahrhundert von einem schon bald in Vergessenheit geratenen frommen Bürger Bernkastels begründet. Es wird gemutmaßt, dass Reiner, Burggraf von Bernkastel, der Stifter gewesen sein könnte, der laut Inschrift auf seinem Grabstein in der Pfarrkirche St. Michael im Jahr 1372 verstorben ist.

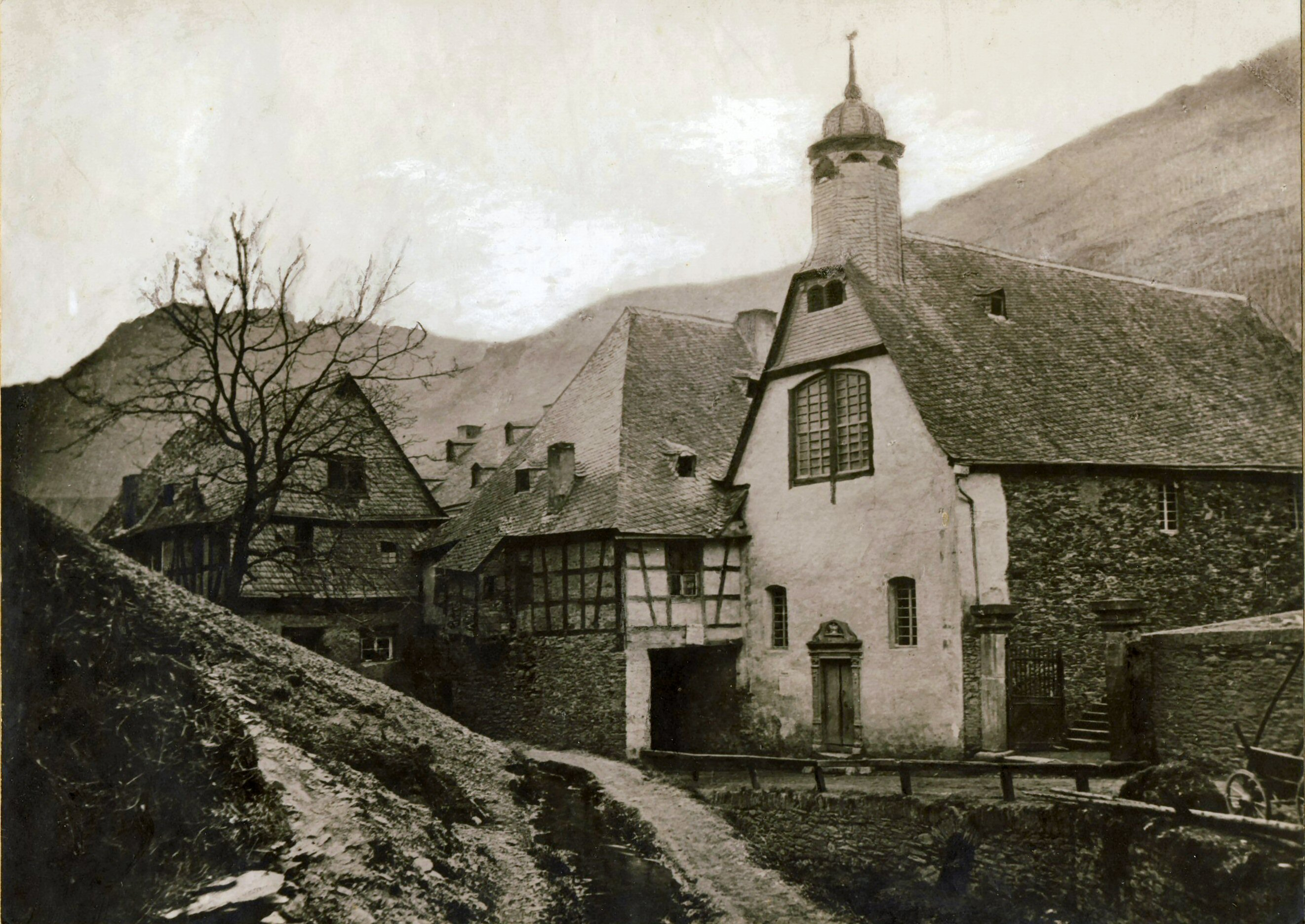
Die Heilig-Geist-Kirche ca. 1870:
Es ist noch zu sehen, dass es sich um einen für die Moselregion typischen Schiefer-Bruchsteinbau mit Schiefer gedeckten Dach handelt. Verputzt war lediglich die Westfassade mit dem Portal. Im links angebauten Fachwerkhaus war das sogenannte Heilig-Geist-Tor, das Stadttor zur Vorstadt integriert; es wurde 1872 wegen des Ausbaus der Straße abgerissen. Im Vordergrund zwischen dem unbebauten Hang links und einem Fußweg rechts ist der damals noch offen fließende Tiefenbach zu sehen, der heute ab dort durch einen Kanal unter der Straße geführt wird.

Am selben Ort wie heute, außerhalb der mittelalterlichen Stadt, am Eingang zur historischen Vorstadt, wo die Straße am Tiefenbach entlang bergaufwärts auf den Hunsrück und auch zur Burg Landshut führt, errichtete die Stiftung ihr sogenanntes Hospital mit einer Kapelle. Der Altar dieser Heilig-Geist-Kirche war einer von insgesamt sieben fundierten, das heißt, mit Stiftungsfonds ausgestatteten Altäre der Bernkasteler Pfarrkirche St. Michael. Seine erste urkundliche Erwähnung erfolgte 1542, anlässlich einer Verleihung durch den Trierer Kurfürsten und Erzbischof Johann Ludwig von Hagen. Schon während den Wirren des Dreißigjährigen Kriegs erwies sich die Kapelle als baufällig und wurde schließlich zwei Jahrzehnte nach Kriegsende, als man sich wieder neuen Projekten zuwenden konnte abgerissen um einen Neubau anzulegen.
Mit Datum vom 4. Juni 1671 erteilte der Erzbischof von Trier Karl Kaspar von der Leyen eine Baugenehmigung die auch noch zwei bis drei neue Nebenräume zur Beherbergung von Passanten einschloss. Bis spätestens Mai 1673 war die neue Hospitalskapelle fertiggebaut und wurde am 20. Juni 1673 durch Trierer Weihbischof Johann Heinrich von Anethan (Episkopat 1673–1680) eingeweiht, zusammen mit dem dahinter neu angelegten Friedhof für Bernkastel, der den bisherigen Friedhof im Stadtzentrum an der Pfarrkirche ablöste. Der Altar der Kirche wurde vom damaligen Spitalmeister Michael Clemens, Leyendecker aus Maring und Bürger in Lieser, in Auftrag gegeben und gespendet.
1901 erhielt die Kirche eine im Schlagton „fis“ gegossene neue Bronze-Glocke mit einem Gewicht von rund 100 Kilogramm, gestiftet von Peter Schmitgen, dem Besitzer der damaligen Bernkasteler Lagerbierbrauerei, und hergestellt vom Glockengießer Mabilon aus Saarburg. Die Glocke trägt eine von ihrem Stifter aus dem Hymnus Veni creator spiritus gewählte lateinische Inschrift „Ductore sic te praevio vitemus omne noxium“, übersetzt „Geh’ Du uns so voran, dass wir alle Schuld vermeiden“. Auf der Vorderseite der Glocke ist ein Medaillon mit der Darstellung des Heiligen Geistes als Taube und auf den Seiten der Glocke sind weitere Reliefs, so ein Frauenkopf, vermutlich von Paula Schmitgen, der Frau des Stifters und das Wappen des damaligen Trierer Bischofs Michael Felix Korum mit Wahlspruch und Christuskopf mit Dornenkrone angebracht.
Nach einigen Jahrzehnten der Verwahrlosung wurde die Heilig-Geist-Kirche 1926/27 einer durchgreifenden baulichen Instandsetzung unterzogen. Sie erhielt einen neuen Dachreiter, die Straßenfront wurde im neugotischen Stil erneuert und der Altar restauriert. Am 26. Juni 1927 erfolgte die feierliche Einweihung und zum 12. Dezember 1927 eine erste Messe. Im Folgejahr wurden noch vier neue Fenster eingebaut.
Ende der 1970er Jahre war das ganze Gebäudeensemble des Hospiz baufällig geworden. In der Kirche konnten keine Gottesdienste mehr abgehalten werden und die beiden benachbarten Wohnhäuser waren unbewohnbar. Als Erstes wurde eine grundlegende innere und äußere Erneuerung der Heilig-Geist-Kirche angegangen. Zu Beginn dieser Maßnahme wurde im November 1980 das Kirchengebäude unter Denkmalschutz gestellt. Zum Abschluss dieser letzten grundlegenden Renovierung wurde 1982 der Hochaltar restauriert und ein neuer Opferaltar, aus gelbem Sandstein gehauen, aufgestellt. Dem Altar wurden Reliquien der Heiligen Maria Katharina Kasper († 1898) sowie des Heiligen Simeon († 1035) beigegeben. Am 17. Juni 1982 erfolgte die Altarkonsekration.

## Beschreibung
Die Heilig-Geist-Kirche steht an einer ausgesprochen engen Stelle des Tiefenbachtals wo der Talboden in seiner ganzen Breite von der Burgstraße eingenommen wird und die Talflanken auf beiden Seiten steil ansteigen. Sie steht daher in einer Hanglage mit ihrer Westfassade unmittelbar an der Straße und mit den übrigen Fassaden teilweise unter dem allgemeinen Bodenniveau. Das ursprüngliche Portal an der Burgstraße ist heute verschlossen. Der Eingang erfolgt über eine dreizehnstufige Treppe an der Nordseite die zu einem 2,4 m über Straßenniveau gelegenen Sandsteinportal mit Eichenholztür führt. Vom auf der Südseite gelegenen Friedhof sind bedingt durch die Hanglage zwei Eingänge in unterschiedlicher Höhe angelegt. Eine Tür führt in den Kircheninnenraum und eine höher gelegene auf eine Empore.
Das Gebäude von 1673 ist ein einfacher, innen und außen verputzter Schieferbruchsteinbau in Hallenform mit trapezförmigen Grundriss. Die neugotische Westfassade von 1927 an der Burgstrasse ist mit außen 8,50 m Breite die schmalste Seite. Die Ostfassade hat 12,30 m und die Südseite ist außen 16,2 m lang. Das Gebäude ist über Kellerräumen errichtet, von denen mangels architektonischem Bezug zu den Kirchenwänden angenommen wird, dass die wahrscheinlich schon vorher existierten.
Das Innere der Kirche wird von zwei Säulenreihen in drei Schiffe gegliedert. Ein rechteckiges Mittelschiff von 13 × 6 m mit einem Holz-Tonnengewölbe sowie auf der Nord- und Südseite zwei Seitenschiffe mit gerader Holzdecke. Die Säulen aus Eichenholz stehen auf quadratischen Sockeln aus Basaltlava. Eine eichene Wendeltreppe in der Nordwestecke führt zur Kirchenorgel und zu den Emporen der Seitenschiffe die mit einer Holzbalustrade zum Mittelschiff abgeschlossen sind.